# Статут Мальборо
Статут Мальборо (англ. Statute of Marlborough) — набор законов, принятых королём Генрихом III в Англии в 1267 году. Является старейшей частью статутного права Великобритании, которая ещё не была заменена.

## Появление
После принятия 30 октября 1266 Кенилвортского приговора борьба оставшихся в стране сторонников реформистской партии Симона де Монфора продолжалась. Для окончательного умиротворения 19 ноября 1267 года в Мальборо на заседании английского парламента был принят статут. Полное название документа: Положения, принятые в присутствии нашего господина короля Генриха, Ричарда Короля римлян, и господина Эдуарда старшего сына упомянутого короля Генриха, и лорда Оттобона, в это время папского легата в Англии.
В документ вошли часть Оксфордских и Вестминстерских постановлений, принятых ещё до начала второй баронской войны. Великая хартия вольностей получила подтверждение, также появились компенсации для мелких землевладельцев и положения о конфискации и передаче земель. Большое значение имела номинальная отмена выморочного права феодалов и короля, которые теперь не могли завладеть землёй умершего вассала при живых наследниках.

## Дальнейшая судьба
Из двадцати девяти глав документа в настоящее время действует четыре.
В 2014 года Правовая комиссия предложила отменить действие двух глав, которые стали бесполезными с момента принятия в 2007 году законодательного акта о трибуналах, судах и исполнении. В июне 2015 года Правовая комиссия и Шотландская правовая комиссия опубликовали законопроект, отменяющий 4 и 15 главы статута.
В настоящее время действуют главы 1, 4 и 15 (часто именуемые как Акты ареста 1267), две последних регулируют отношения кредиторов и должников. В частности — определяют возмещение ущерба и устанавливают единственный способ получения компенсации — через специальные суды, глава 23 предотвращает загрязнение земли владеющими ею арендаторами. Глава 15 устанавливает места, где запрещено налагать «арест».
Отменённые положения затрагивали широкий аспект вещей: положения о присяжных и опекунах, сопротивление королевским офицерам, убийства, преимущество церкви и прелатов и т. д.